# Saison 2008-2009 du Racing Club de Strasbourg
Maillots
Chronologie
Saison précédente Saison suivante
Pour la saison 2008-2009, le Racing Club de Strasbourg redécouvre la Ligue 2 après avoir terminé avant-dernier de la précédente édition du championnat de Ligue 1.
La descente en Ligue 2 s'accompagne d'une réduction budgétaire. Ainsi le club prévoit pour la nouvelle saison un budget de 18 millions d'euros contre 32 millions d'euros la saison précédente. Le déficit du club au début de cette nouvelle saison atteint 6 millions d'euros, ce qui provoque la vente des joueurs les plus cotés lors du mercato d'été.
Finalement, le RC Strasbourg, en tête une bonne partie de la saison et encore deuxième à une journée de la fin, termine à la 4e place à la suite d'une défaite sur le terrain du Montpellier HSC et manque son objectif de remontée immédiate pour un point.

## Avant-saison

### Transferts
Du côté des changements de joueurs, le mercato estival est marqué par le départ du jeune espoir et attaquant formé au club Kevin Gameiro pour renflouer les finances du club. Courtisé notamment par l'Olympique de Marseille et le Borussia Dortmund, Gameiro fait le choix de s'engager avec le FC Lorient pour y devenir titulaire et pouvoir ainsi continuer à progresser dans une équipe donnant leur chance à de jeunes joueurs.

### Matchs amicaux de préparation
Le Racing dispute six matchs amicaux. Le meilleur buteur sur ces rencontres est Chahir Belghazouani avec quatre buts, devant Emil Gargorov, David Ledy, Marcos et Simon Zenke qui totalisent deux buts, Mamadou Bah, Victor Correia et James Fanchone marquant eux un but chacun.

## Joueurs en encadrement

### Effectif
Les joueurs Eugène Ekobo, Romain Gasmi, Ali-Azouz Mathlouthi et Anthony Weber ont été prêtés.

### Buteurs en compétition officielle
- Ligue 2

1. J. Fanchone : 13 buts
2. Traoré : 11 buts
3. Cohade : 6 buts
4. Marcos dos Santos : 5 buts
5. Gargorov,  Shereni : 4 buts
6. Carlier : 3 buts
7. Lacour,  Bah : 2 buts
8. Pelé,  Zenke,  Belghazouani,  Bezzaz : 1 but

## Compétitions

### Championnat deLigue 2

#### Classement
Général
| Rang | Équipe            | Pts | J  | G  | N  | P  | Bp | Bc | Diff |
| ---- | ----------------- | --- | -- | -- | -- | -- | -- | -- | ---- |
| 1    | RC Lens (R)       | 68  | 38 | 20 | 8  | 10 | 47 | 35 | +12  |
| 2    | Montpellier HSC   | 66  | 38 | 19 | 9  | 10 | 61 | 36 | +25  |
| 3    | US Boulogne       | 66  | 38 | 20 | 6  | 12 | 51 | 36 | +15  |
| 4    | RC Strasbourg (R) | 65  | 38 | 18 | 11 | 9  | 57 | 45 | +12  |
| 5    | FC Metz (R)       | 63  | 38 | 17 | 12 | 9  | 48 | 35 | +13  |

Source
Règles de classement : 1. points ; 2. différence de buts ; 3. buts marqués ; 4. différence de buts particulière ; 5. classement du fair-play.
- Attaque

1. Montpellier HSC : 61 buts
2. RC Strasbourg : 57 buts
3. US Boulogne : 51 buts
4. Tours FC : 50 buts
5. FC Metz : 48 buts
6. RC Lens : 47 buts

- Défense

1. RC Lens : 35 buts encaissés
2. FC Metz : 35 buts encaissés
3. EA Guingamp : 35 buts encaissés
4. RC Strasbourg : 45 buts encaissés

### Coupe de France
Coupe de France 2008-2009 :
| 7e tour                        | RC Strasbourg                                                             | 6 – 0   | Entente Sannois Saint-Gratien (National) | Stade de la Meinau, Strasbourg |  |
| samedi, 22 novembre 2008 15h00 | Kand.Traoré 3e · J-A Fanchone 6e · Shereni 16e · Zenke 31e 63e · Ledy 67e | (4 – 0) |                                          |                                |  |

| 8e tour                        | RC Strasbourg             | 2 – 4   | Sedan (Ligue 2)                               | Stade de la Meinau, Strasbourg |  |
| samedi, 12 décembre 2008 20h45 | Ducrocq 36e · Carlier 43e | (2 – 2) | Allart 34e 78e · Baysse 45+4e · Le Moigne 70e |                                |  |

### Coupe de la Ligue
Coupe de la Ligue :
| 2e tour                       | RC Strasbourg | 1–2 (a.p.) | SC Bastia | Stade de la Meinau, Strasbourg                 |                                                |
| mardi, 9 septembre 2008 20h00 | Belghazouani 63e (pen) | (0–0; 1–1) | Jau 66e · Cherrad 105+1e | Spectateurs : 4 587 Arbitrage : Didier Falcone | Spectateurs : 4 587 Arbitrage : Didier Falcone |
| mardi, 9 septembre 2008 20h00 | rapport, |            | | Spectateurs : 4 587 Arbitrage : Didier Falcone | Spectateurs : 4 587 Arbitrage : Didier Falcone |
| mardi, 9 septembre 2008 20h00 | Cassard - Ekwé-Ebélé ( 70e Cohade), Pelé, Shereni, J-A Fanchone - Lacour , Ducrocq - J.Fanchone ( 50e Mathlouthi), Belghazouani, Gargorov ( 90+6e Carlier) - Traoré. Entraîneur : Furlan. | Équipes    | Ejide - Dunjić ( 63e), Maire, Dao ( 90+2e), Harek ( 90+10e Martinetti) - Barthélémy ( 26e), Mustivar ( 89e Mendy), Ghisolfi - Jau, André , Genest ( 50e Cherrad ( 68e)). Entraîneur : Casoni. | Spectateurs : 4 587 Arbitrage : Didier Falcone | Spectateurs : 4 587 Arbitrage : Didier Falcone |